# Spendesk
Spendesk est une start-up française spécialisée dans la gestion de moyen de paiements pour les collaborateurs d'entreprises.

## Historique
Spendesk est créée en 2016 au sein du startup studio eFounders par Rodolphe Ardant, Guilhem Bellion et Jordane Giuly ,.
Entre 2018 et 2019, la startup passe de 20 à 120 collaborateurs, et entame son expansion européenne.
En octobre 2020, Spendesk compte environ 40 000 utilisateurs faisant partie de sociétés clientes telles que Algolia, Curve, Doctolib, Raisin et Wefox.
En juillet 2021, la startup lève 100 millions d'euros lors d'un tour de table mené par General Atlantic. Spendesk est alors présent sur trois principaux marchés : la France, l'Allemagne et le Royaume-Uni.
En 2022, l'entreprise lève 100 millions d'euros et devient la 26ème licorne française. Sa valorisation dépasse le milliard de dollars, mais le montant exact n'est pas communiqué.
En janvier 2022, elle compte 300 collaborateurs et ambitionne de doubler son effectif d'ici la fin 2022.
En septembre 2024, elle procède à un plan social et se sépare de 150 salariés après des pertes importantes. 